# Manolín Bueno
Manuel Bueno Cabral, deportivamente conocido como Manolín Bueno (Sevilla, 5 de febrero de 1940), es un exfutbolista español. A pesar de lo abultado de su palmarés, nunca se pudo hacer un hueco en el Real Madrid ya que le disputaba el puesto a Paco Gento. No llegó a ser nunca internacional por España, ya que Gento, y también Enrique Collar le quitaban el puesto.

## Clubes
| Club          | País   | Año         |
| ------------- | ------ | ----------- |
| Cádiz C. F.   | España | 1958 - 1959 |
| Real Madrid   | España | 1959 - 1971 |
| Sevilla F. C. | España | 1971 - 1973 |

## Palmarés

### Campeonatos nacionales
| Título                     | Club        | País   | Año     |
| -------------------------- | ----------- | ------ | ------- |
| Primera División de España | Real Madrid | España | 1960-61 |
| Primera División de España | Real Madrid | España | 1961-62 |
| Copa del Generalísimo      | Real Madrid | España | 1961-62 |
| Primera División de España | Real Madrid | España | 1962-63 |
| Primera División de España | Real Madrid | España | 1963-64 |
| Primera División de España | Real Madrid | España | 1964-65 |
| Primera División de España | Real Madrid | España | 1966-67 |
| Primera División de España | Real Madrid | España | 1967-68 |
| Primera División de España | Real Madrid | España | 1968-69 |
| Copa del Generalísimo      | Real Madrid | España | 1969-70 |

### Copas internacionales
| Título                | Club        | País   | Año     |
| --------------------- | ----------- | ------ | ------- |
| Copa de Campeones     | Real Madrid | España | 1959-60 |
| Copa Intercontinental | Real Madrid | España | 1960    |
| Copa de Campeones     | Real Madrid | España | 1965-66 |